# Евангелическо-лютеранская церковь «Согласие»
Евангелическо-Лютеранская Церковь «Согласие» — одна из официально зарегистрированных лютеранских церквей на территории Российской Федерации. Образовалась в 1992 году группой верующих из новосибирского Академгородка  при содействии миссионеров из лютеранского Синода Висконсин (США) в конце 90-х годов XX века. В 1996 году церковь стала самостоятельной от Висконсинского синода в своей деятельности.  
Церковь «Согласие» относится к числу наиболее консервативных лютеранских церквей. Входит в международную конференцию консервативных лютеранских церквей - Конфессиональную Евангелическую Лютеранскую Конференцию (CELC). В церкви имеется шесть приходов, служат четыре российских пастора и пастор-миссионер. 
Председатель - пастор Алексей Евгеньевич Ферингер. 

## История
В 1992 году по приглашению религиозной лютеранской группы, в новосибирском Академгородке обосновалась небольшая группа миссионеров. Спустя некоторое время в 1993 году общиной была создана организация «Христианский информационный центр», который занимался распространением Библии и проведением видео-курсов по основам христианской веры.
По состоянию на 1994 год несколько сотен человек прошли в Центре курс основ христианской веры. В том же году проведены первые крещения и конфирмация среди прихожан новой церкви. В 1995 году открыты Христианские центры в Томске и Новосибирске. Начал работу Фонд гуманитарной помощи. Церковь зарегистрирована под названием Конфессиональная Евангелическо-лютеранская церковь.
В 1996 году Церковь стала самостоятельной от международной миссии и получила членство в международной организации консервативных лютеран. 
Годом позже в 1997 году открылись Библейский институт и Духовная Семинария.
Первые выпускники Семинарии были призваны на служение в 2003 году.
Официальную регистрацию как  Всероссийская организация Церковь получила в Министерстве юстиции в 2004 году.
В 2014 году на служение пасторами призваны новые выпускники Духовной Семинарии.
В 2015 году к Центральной  Религиозной Организации присоединился братский лютеранский приход города   Севастополя.